# Robin Packalen
Robin Petteri Packalen (nacido el 24 de agosto de 1998 en Turku, Finlandia), más conocido por el nombre artístico de Robin, es un cantante finlandés de estilo teen pop. Recibió una gran atención debido a la publicación de su primer sencillo el 16 de enero de 2012 "Frontisde Ollie", el cual consiguió una gran publicidad a través de redes sociales y alcanzó el millón de visitas en pocos días. Actualmente acumula más de 12 millones de visitas convirtiéndose en el videoclip finlandés más visto de todos los tiempos
Su álbum début, Koodi, fue lanzado en febrero de 2012 y en su primer día vendió más de 60 000 copias, el equivalente a un triple disco de platino. Además, Robin es el artista más joven con más de 100 000 copias vendidas en Finlandia. En 2012, sus álbumes consiguieron más de 200 000 copias vendidas y lleva acumuladas más de 460 000 copias vendidas en total. Además sus videoclips llevan más 62 millones de reproducciones en total y más de 10 millones de reproducciones en la plataforma Spotify.

## Vida y carrera

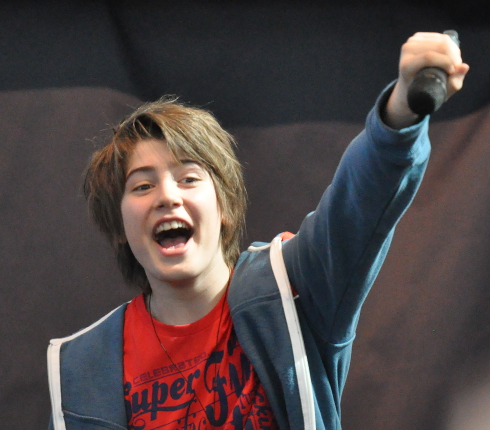
El cantante finlandés Robin Packalen actúa en el centro comercial Jumbo.

### 1998-2011: Antes de su contrato de grabación
Robin tocó el piano y la guitarra además de cantar en la orquesta "Big Band" . Además, subió a la plataforma YouTube vídeos versionando canciones de Bruno Mars, Michael Jackson, Justin Timberlake, así como los conocidos éxitos "Mamma Maria" de Ricchi e Poveri y "Hallelujah" de Leonard Cohen
En 2008, Robin ganó el concurso nacional de canciones juveniles, Staraskaba, cuando solo tenía 10 años. En 2009, representó a Finlandia en el New Wave Junior Contest celebrado en Moscú, que fue seguido por más de 100 millones de personas.
Debido a la gran repercusión de su participación en el New Wave Junior Festival, fue invitado a interpretar junto a Dima Bilan y Vlad Karaschuk la canción ganadora del Festival de la Canción de Eurovisión 2008, "Believe"

### 2012: Temprana popularidad

#### "Frontside Ollie y su primer álbum Koodi
El compositor Maki Kolehmainen se interesó por Robin en 2010 tras ver sus actuaciones en el New Way Festival. Kolehmainen presentó a Robin a Hannu Sormunen, el que más tarde y en la actualidad, es su mánager. Sormunen quería tener atado a Robin y por ello, Robin firmó un contrato de grabación con Universal Music Finland en noviembre de 2010. Sormunen había contribuido en la producción de los álbumes de la banda finlandesa TikTak desde su primer disco, el cual había tenido un contrato con la misma discográfica que Robin.
El 16 de enero de 2012, Robin, descrito como "el Justin Bieber de Finlandia" por su discográfica, lanzó su primer sencillo oficial "Frontside Ollie", compuesto por Maki Kolehmainen, Jimi Constantine, Sana Mustonen, Bernard Grobman y Tracy Lipp. Este sencillo disfrutó de un éxito instantáneo, siendo escuchado masivamente en internet y llegando al número cinco del top de singles finlandeses en su primera semana. El sencillo lideró dicha lista en su segunda y tercera semana después del lanzamiento, manteniéndose en ella durante dos semanas consecutivas. Después de su caída en la clasificación, volvió a reaparecer por segunda vez en ella, encabezándola de nuevo por otras dos semanas consecutivas como número uno. A pesar del éxito comercial de Frontside Ollie, recibió críticas muy variadas.
El álbum debut de Robin, Koodi fue grabado a finales de 2011 y publicado el 22 de febrero de 2012. El álbum vendió 60 000 copias el primer día, el equivalente a un triple disco de platino. En abril de 2012, llegó a 80 000 copias, un cuádruple disco de platino. En junio de 2012, consiguió superar la barrera de las 100 000 copias vendidas. Sin embargo, estos hechos no fueron reflejados en la lista oficial de ventas ya que el disco fue lanzado a precio reducido y la lista oficial solo muestra los discos con un precio superior a 8€. Sin embargo, fue durante 30 semanas consecutivas número 1 en la lista de ventas de discos Mid-Price. Es por el precio del disco por lo que hay un debate abierto sobre si Robin es el artista finlandés más joven en vender más de 100 000 copias de un disco. El 1 de junio, fue publicada la versión Deluxe del disco, Koodi Deluxe, el cual incluía nueve remixes. A finales de 2013, el disco había superado las 130 000 copias vendidas, con lo que consiguió un séxtuple disco de platino.
El segundo sencillo "Faija skitsoo" fue lanzado el 5 de marzo de 2012. El videoclip fue dirigido por Marko Mäkilaakso y el actor Jouko Ahola interpretó al padre de Robin. El tercer sencillo,"Hiljainen tyttö", fue lanzado el 11 de junio de 2012.

#### Chillaa
Durante el verano de 2012, Robin estaba preparando su segundo álbum. El álbum, llamado Chillaa y publicado el 5 de octubre de 2012, vendió 25 000 copias la semana después de su lanzamiento y dominó la lista oficial de ventas. Uno de los productores del disco, Maki Kolehmainen, comentó que la voz de Robin se había visto reducida y que por ello algunas canciones habían tenido que ser adaptas a tonalidades más bajas. Según Kolehmainen, en el segundo álbum Robin cantaría canciones de tonalidad baja en comparación con el anterior álbum.
El  primer sencillo "Puuttuva palanen",  publicado el 12 de septiembre de 2012, recibió cerca de tres millones y medio de vistas en YouTube antes de febrero de 2013. "Puuttuva palanen" cuenta con Brädi, un artista de rap finlandés, que cuenta una historia sobre su juventud. El segundo sencillo, "Luupilla mun korvissa", fue publicado el 9 de noviembre de 2012, El tercer sencillo, "Haluan Sun Palaavan", publicado el 1 de marzo de 2013, fue la primera canción que Robin compuso para un disco suyo. A finales de 2013, el álbum había vendido más de 85 000 copias.

### 2013: Boom Kah
A principios de 2013, Robin comenzó a trabajar en su tercer álbum de estudio. Las canciones del álbum están compuestas algunas por el propio Robin, además de Jimi Constantine, Jonas Olsson, Pekka Eronen, Risto Asikainen, Joonas Angeria, Eppu Kosonen, Simo Reunamäki, DJPP y Kyösti Salokorpi. Los productores fueron Jukka Immonen, Joonas Angeria, MGI, Jonas Olsson, Street Kobra y Kyösti Salokorpi.
Robin antes del lanzamiento comentó que "Boom Kah" iba a tener un sonido mucho más moderno y envolvente en comparación con los dos anteriores álbumes. El álbum, Boom Kah fue publicado el 4 de octubre de 2013 y su canción homónima el 30 de agosto del mismo año. En su día de lanzamiento consiguió vender 40 000 copias, el equivalente a un doble disco de platino. A finales de año, el álbum había conseguido el cuádruple disco de platino, es decir, 80 000 copias vendidas.
El segundo sencillo, " Erilaiset" fue publicado el 16 de octubre de 2013 y el tercer sencillo, "Onnellinen" el 7 de febrero de 2014.
Debido al gran éxito del álbum, Universal Music Finland decidió publicar un álbum de remixes con las canciones del mismo llamado Boombox, que fue lanzado el 13 de marzo de 2014 y el que contó con un sencillo, "Tilttaamaan (Beats & Styles Remix)", publicado el 25 de abril de 2014 y en el que participó el rapero Lord Est.

### 2014: 16 y documental web
Robin participó en el concierto Helsinki POP SHOW en el Estadio Olímpico de Helsinki (Olympiastadion) el 9 de julio de 2014. Las entradas fueron puestas a la venta a la par que el lanzamiento del disco de remixes Boombox, es decir, el 13 de marzo de 2014
El cuarto álbum de estudio de Robin, 16, fue publicado el 26 de septiembre de 2014 y producido por Jonas Olsson. Antes del lanzamiento del álbum publicó dos singles, "Kesärenkaat", lanzado el 31 de mayo de 2014 y "Parasta Just Nyt", lanzado el 15 de agosto de 2014 y con la colaboración del rapero Nikke Ankara. Según Robin, el álbum contiene 'vibraciones más pesadas' y también rapea en el mismo.
El 28 de agosto de 2014, el grupo audiovisual finlandés MTV publicó en su plataforma en línea Katsomo el primer capítulo de una webserie de 10 capítulos dirigidos por Jani Pyylammen y llamada "Robin - Just Nyt". En ellos, se mostraba el proceso de grabación de 16, sus conciertos, viajes y su tiempo de ocio.
Con una estrategia similar a la de Boombox, Universal Music Finland publicó una segunda versión del álbum llamada 16 Stadion Deluxe, en el que incluía tres nuevas canciones, así como un libreto y la webserie completa. El primer y único sencillo hasta la fecha de 16 Stadion Deluxe es "Kipinän Hetki", publicado el 23 de abril de 2015 y en el que cuenta con la presencia del rapero Elastinen.

### 2015: Yhdessä
El 9 de octubre de 2015, Robin publicó su quinto álbum de estudio "Yhdessä (Juntos)", el cual llegó al puesto número 2 en la lista de ventas. Basado en duetos o colaboraciones con artistas finlandeses, han sido publicados como singles las canciones "Yö kuuluu meille (La noche es nuestra)", "Milloin nään sut uudestaan? (¿Cuándo te volveré a ver)" y "Miten Eskimot Suutelee? (¿Cómo besan los esquimales?)" 

## Discografía

### Álbumes
- Koodi (22 de febrero de 2012)
- Chillaa (5 de octubre de 2012)
- Boom Kah (4 de octubre de 2013)
- Boombox (11 de marzo de 2014)
- 16 (26 de septiembre de 2014)
- 16 Stadion Deluxe (20 de marzo de 2015)
- Yhdessä (9 de octubre de 2015)

### Sencillos

#### Sencillos de Koodi
- 2012: "Frontside Ollie"
- 2012: "Faija skitsoo"
- 2012: "Hiljainen tyttö"

#### Sencillos de Chillaa
- 2012: "Puuttuva palanen" (con Brädi)
- 2012: "Luupilla mun korvissa"
- 2013: "Haluan Sun Palaavan·

#### Sencillos de Boom Kah
- 2013: "Boom Kah" (con Mikael Gabriel & Uniikki)
- 2013: "Erilaiset"
- 2014: "Onnellinen"
- 2014: "Tilttaamaan" (con Lord Est)

#### Sencillos de 16 / 16 Stadion Deluxe
- 2014: "Kesärenkaat"
- 2014: "Parasta Just Nyt" (con Nikke Ankara)
- 2014: "Paperilennokki"
- 2015: "Sua Varten"
- 2015: "Kipinän Hetki" (con Elastinen)

#### Sencillos de Yhdessä
- 2015: "Yö kuuluu meille" (con Nikke Ankara, Brädi, Santa Cruz y Jussi 69)
- 2015: "Milloin nään sut uudestaan?" (con Kasmir)
- 2016: "Miten eskimot suutelee?" (con Sanni)

## Nominaciones y premios
| Año  | Premiación                        | Nominado                      | Categoría                                 | Resultado |
| ---- | --------------------------------- | ----------------------------- | ----------------------------------------- | --------- |
| 2012 | Premios MTV European Music Awards | Robin Packalen                | Premio al mejor artista o grupo finlandés | Ganador   |
| 2013 | Emma-Gaala 2013                   | Robin Packalen                | Premio al artista revelación              | Ganador   |
| 2013 | Emma-Gaala 2013                   | Robin Packalen                | Premio Spotify Innovation                 | Ganador   |
| 2013 | Emma-Gaala 2013                   | Koodi                         | Premio al mejor álbum pop                 | Ganador   |
| 2013 | Emma-Gaala 2013                   | Frontside Ollie               | Premio a la mejor canción                 | Ganador   |
| 2014 | Premios MTV European Music Awards | Robin Packalen                | Premio al mejor artista o grupo finlandés | Nominado  |
| 2015 | Emma-Gaala 2015                   | 16                            | Premio al mejor álbum                     | Nominado  |
| 2015 | Emma-Gaala 2015                   | 16                            | Premio al disco más vendido               | Ganador   |
| 2015 | Emma-Gaala 2015                   | Robin Packalen                | Premio al mejor solista masculino         | Nominado  |
| 2015 | Emma-Gaala 2015                   | Robin Packalen                | Premio al mejor solista por el público    | Nominado  |
| 2015 | Emma-Gaala 2015                   | Parasta Just Nyt              | Premio al mejor videoclip por el público  | Nominado  |
| 2016 | Emma-Gaala 2016                   | Yhdessä                       | Premio al mejor álbum pop                 | Nominado  |
| 2016 | Emma-Gaala 2016                   | Robin Packalen                | Premio al mejor solista masculino         | Nominado  |
| 2016 | Emma-Gaala 2016                   | Kipinän Hetki (con Elastinen) | Premio al mejor videoclip por el público  | Nominado  |